# 尾崎亜衣
尾崎 亜衣（おざき あい、1984年2月25日 - ）は、日本の女優。東京都出身。身長158cm、体重42kg、B81cm、W57cm、H82cm、靴のサイズ24.5cm。血液型はA型。女優の尾崎由衣は双子の妹。旧芸名、水木杏奈（みずきあんな）。

## 略歴
東京女子大学文理学部卒業。アーデニー・エンタテイメントに所属し、グラビアアイドル、レースクイーンとして水木杏奈の名前で活躍していた。2007年、映画『天使がくれたもの』に亜衣名義でヒロインの親友、雪奈役を演じる。また挿入歌を妹の尾崎由衣との姉妹デュオkiss and cryで、デビューシングルとなる「Only」をリリース。
2008年、妹の由衣と共に、東海テレビ制作昼の帯ドラマ『花衣夢衣』のヒロイン「真帆」の17歳から20歳までの役に抜擢され、これが初主演作となった。なお、妹の由衣との共演はこの作品が初となる。
2017年秋から体調不良が続き、2018年3月に子宮頸癌と告知され、翌月に子宮の全摘手術を受けた。俳優の恋人との婚約直後のことだった。抗癌剤治療のため女優業は休業中。

## 出演

### テレビドラマ
- 花衣夢衣（2008年、東海テレビ） - 沢木真帆役
- 警視庁捜査一課9係シリーズ3第9話（2008年6月11日、テレビ朝日） - 見留優役
- 水戸黄門第39部第10話「江戸の陰謀を長崎で討て！・長崎」（2008年12月15日、TBSテレビ） - おみつ役
- 土曜ワイド劇場 タクシードライバーの推理日誌34（2013年12月7日、テレビ朝日） - 山崎佐和子役
- 水曜ミステリー9 さすらい署長 風間昭平11（2014年10月8日、テレビ東京） - 熊谷絵里役

### テレビ その他
- お笑い芸人歌がうまい王座決定戦スペシャル アシスタント（水木安奈名義）
- 武藤敬司☆SHOW アシスタント（2007年、FIGHTING TV サムライ）
- 熱血!平成教育学院（2009年9月、フジテレビ）

### 映画
- 怖い童謡（2007年）
- 天使がくれたもの（2007年）

### 写真集
- TWO to TWO（2008年8月1日、晋遊舎、撮影：熊谷貫）ISBN 978-4-88380-811-3・・・尾崎亜衣＆尾崎由衣

### DVD
- 『スロっちゃお！Vol.3』（水木安奈名義）
- 『TWO to TWO』（尾崎亜衣＆尾崎由衣 2008年7月26日、晋遊舎 ISBN 978-4-88380-790-1）